# Cidelândia
Cidelândia là một đô thị thuộc bang Maranhão, Brasil. Đô thị này có diện tích 1464,421 km², dân số năm 2007 là 12877 người, mật độ 8,79 người/km².